# Paraidemona olsoni
Paraidemona olsoni är en insektsart som beskrevs av Yin, X.-c. och R.L. Smith 1989. Paraidemona olsoni ingår i släktet Paraidemona och familjen gräshoppor. Inga underarter finns listade i Catalogue of Life.